# Zbrodnia w lesie skarszewskim

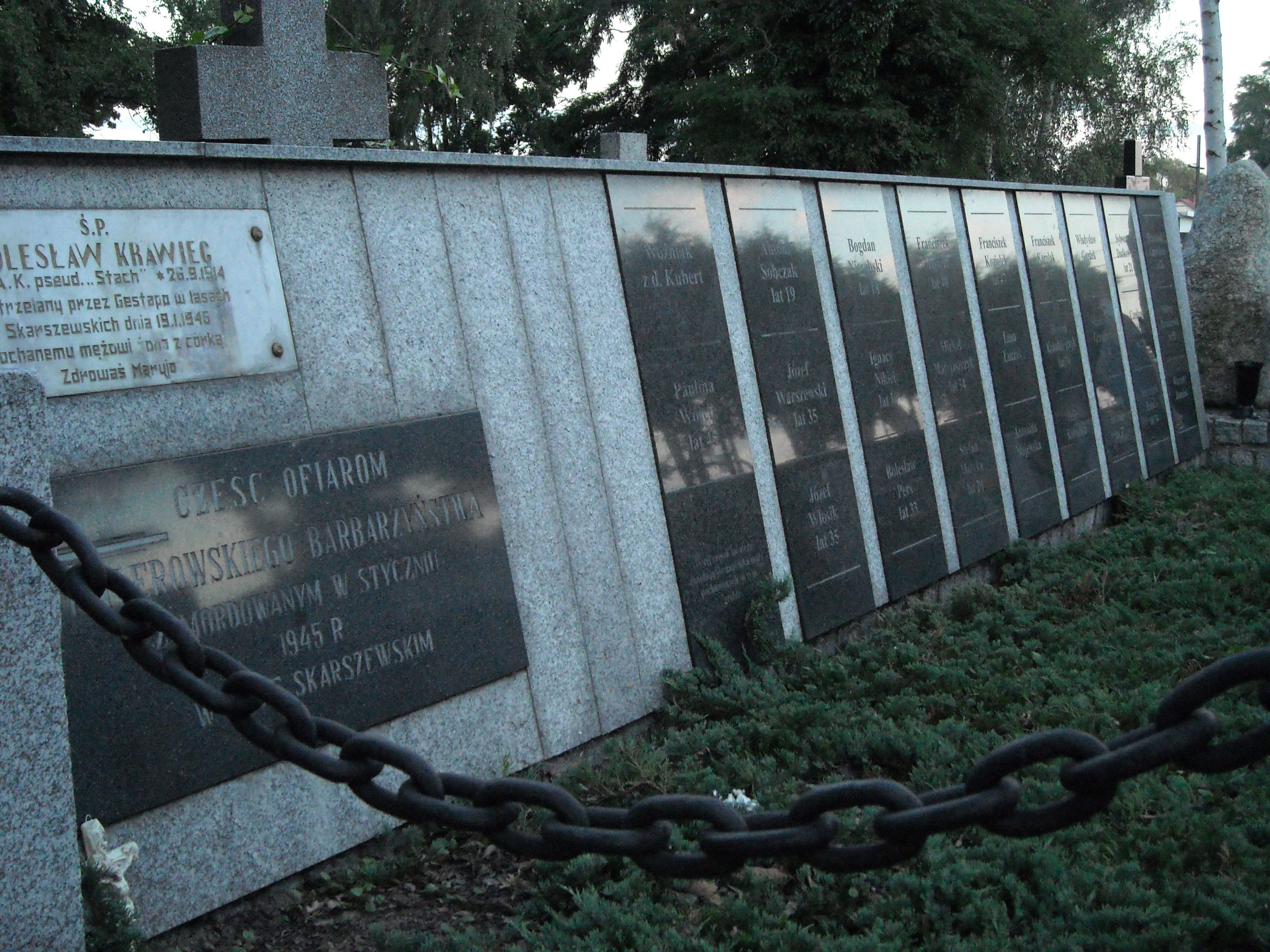
Kwatera żołnierzy AK (widok z bliska)

 Zbrodnia w lesie skarszewskim – rozstrzelanie 56 członków antyhitlerowskiego podziemia w lesie położonym między Skarszewem a Rożdżałami niedaleko Kalisza
W marcu 1944 roku Gestapo dokonało w Kaliszu masowych aresztowań. Wśród ponad setki aresztowanych znaleźli się Polacy por. AK Bolesław Krawiec ps. „Stach”, Janina Stasiak, Tadeusz Pyzik i Barbara Pawlak oraz kaliszanie, członkowie Armii Krajowej z rodzin pochodzenia niemieckiego: Elwira Fibiger (córka Arnolda Fibigera właściciela fabryki pianin Calisia), Alfred Nowacki ps. „Piąty” (właściciel fabryki przetwórstwa spożywczego w Winiarach), Konrad Wünsche (właściciel majątku w Opatowku), Emil Fulde (właściciel majątku w Żydowie) i jego syn Henryk, Jerzy Dreszer (architekt), Irena Stark, Bruno Lompa, Bożena Deutschmann. Działalność w polskim podziemiu tak dużej ilości osób pochodzenia niemieckiego była dla nazistów wielkim zaskoczeniem. Dlatego też zdecydowano aresztowanych konspiratorów osądzić i skazać w pokazowym procesie podczas wyjazdowej sesji Trybunału Ludowego z Berlina (Volksgerichtshofu). Po trwającym dziewięć miesięcy śledztwie, które prowadziło gestapo w Łodzi, sporządzono dwa akty oskarżenia – osobno dla Polaków, osobno dla grupy Polaków pochodzenia niemieckiego. Proces odbył się w dniach 6–9 grudnia 1944 w obecności namiestnika Rzeszy Niemieckiej w Kraju Warty, gauleitera Arthura Greisera. Za zdradę narodu niemieckiego i szpiegostwo na karę śmierci zostali skazani Henryk Fulde, Konrad Wünsche, Bruno Lompa, Elwira Fibiger, Alfred Nowacki, Jerzy Dreszer, Bolesław Krawiec, Tadeusz Pyzik i Barbara Pawlak. Na karę 10 lat więzienia skazano Irenę Stark, a na 5 lat Emila Fulde. Z zarzutów oczyszczone zostały Bożena Deutschmann i Janina Stasiak. Zgodnie z obowiązującym prawem niemieckim wyrok śmierci mógł zostać wykonany dopiero po upływie stu dni. Jednakże wobec zbliżających się do Kalisza wojsk radzieckich datę egzekucji przyśpieszono i 19 stycznia 1945, na dwa dni przed zajęciem Kalisza przez Armię Czerwoną, grupę 56 członków antyhitlerowskiego podziemia rozstrzelano w lesie koło Skarszewa.
Ekshumacji dokonano 26 kwietnia 1945. Z 56 zabitych osób, udało się ustalić tożsamość tylko 30 pomordowanych. Ciała niezidentyfikowanych osób złożono we wspólnej mogile na cmentarzu Tynieckim. Osobno pochowano w rodzinnych grobowcach na cmentarzu ewangelickim w Kaliszu Elwirę Fibiger, Konrada Wünsche i Henryka Fulde. Na cmentarzu Tynieckim znajduje się też osobny grób Alfreda Nowackiego. W osobnej mogile pochowano też Bolesława Krawca

## Lista osób zamordowanych w Lesie Skarszewskim
Czerwiński Franciszek, Domasiewicz Walenty, Danielak Walenty, Dreszer Jerzy, Dudkowski Sylwester, Dudziak Czesław, Fibiger Elwira, Franka Franciszek, Fulde Henryk, Gozdek Wiktor, Gozdek Władysław, Grześczyk Stanisław, Idziorek Stanisław (I), Idziorek Stanisław (II), Jaźwiec Jan, Jaskóła Wincenty, Juszczak Władysław, Kalina Stanisław, Karolak Franciszek, Kmieciak Wiktoria, Kołodziejczyk Roman, Kowalski Feliks, Koziołek Franciszek, Krawiec Bolesław, Kubik Józef, Lamperski Jan, Lompe Bronisław, Łuczak Leon, Majewska Antonina, Majnert Franciszek, Matyjaszczyk Michał, Michalak Czesław, Motyka Stefan, Motylewski Jan, Musiał Alfons, Niesobski Bogdan, Nikiel Ignacy, Nowacki Alfred, Ożegowska Janina, Pers Bolesław, Pieczyński Wojciech, Rzekiecki Władysław, Sobczak Antoni, Sobczak Józef, Sroczyński Antoni, Sroczyński Zygmunt, Urban Józef, Walczak Bolesław, Walczak Bronisław, Waligóra Leon, Warszewski Józef, Włosik Józef, Woźniak z d. Kubert, Wójcik Paulina, Wünsche Konrad, Zielińska Maria.